# L'Étrange Défaite
L'Étrange Défaite. Témoignage écrit en 1940 est un essai sur la bataille de France écrit en 1940 par Marc Bloch, officier et historien, qui a participé aux deux guerres mondiales. Dans ce livre, il ne raconte pas ses souvenirs personnels mais s'efforce, en témoin objectif, de comprendre les raisons de la défaite française lors de la bataille de France pendant la Seconde Guerre mondiale. Rédigé sur le moment, L'Étrange Défaite a marqué les esprits dès sa parution par la pertinence de ses constats.

## Rédaction
L'ouvrage, rédigé de juillet à septembre 1940, est publié pour la première fois en 1946, aux éditions Franc-Tireur, deux ans après l'assassinat de Marc Bloch par la Gestapo. Une copie du manuscrit est confiée à Philippe Arbos, qui la cache dans la propriété du docteur Pierre Canque à Clermont-Ferrand. Découvert par une patrouille de la DCA allemande, alors installée dans cette propriété, le contenu du texte n'attire pas leur attention, ce qui permet à Pierre Canque de le récupérer et de l'enterrer dans le jardin de la propriété. À la Libération, il est rendu à la famille de Marc Bloch et, enfin, publié.
L’Étrange défaite n’était pas le titre choisi par Marc Bloch, qui avait simplement intitulé ses réflexions Témoignage. Mais à la fin de la guerre ce titre avait été donné au journal de Léon Werth. L’Étrange défaite fut adopté malgré l’opposition véhémente du fils de l’auteur, Etienne Bloch, qui jugeait ce titre "trop programmatique".

## Contenu du texte
Il comporte trois parties inégales. En guise d'introduction, Marc Bloch présente sa position personnelle et son action au cours de la campagne de 1940 dans une Présentation du témoin. La déposition de ce témoin constitue l'essentiel de l'ouvrage avec la partie intitulée La déposition d'un vaincu. Il y analyse les carences de l'armée française durant l'avant-guerre et la guerre. Il conclut par un Examen de conscience d'un Français, où il fait le lien entre les carences observées et celles qu'il identifie dans la société française de l'entre-deux-guerres.

### La déposition d'un vaincu

Parade nazie sur l'avenue Foch déserte (1940).

L'analyse de l'armée française par Marc Bloch part de la base et remonte vers les niveaux de responsabilité supérieurs.

#### Une armée sclérosée
Il dénonce tout d'abord le caractère bureaucratique de l'armée, l'attribuant aux habitudes prises en temps de paix : en particulier le « culte du beau papier » mais aussi la « peur de mécontenter un puissant d'aujourd'hui ou de demain ». Ces habitudes conduisent à une dilution de la responsabilité entre un trop grand nombre de niveaux hiérarchiques et à un retard dans la transmission des ordres. Il y voit comme principale cause l'âge trop avancé des cadres de l'armée française, peu renouvelés, face à une armée allemande beaucoup plus jeune.
Cette organisation bureaucratique est fondée aussi, selon Marc Bloch, dans la formation même des officiers, qui tourne autour d'un culte de la théorie et des traditions. Le principal vecteur de cette formation est l'École de guerre, au concours d'admission de laquelle l'auteur n'avait pas souhaité se porter candidat, ce qu'il paie en ne dépassant pas le grade de capitaine. Fondé sur l'expérience de la Première Guerre mondiale, l'enseignement de cette école prônait en effet la supériorité de l'infanterie et de l'artillerie, par opposition aux unités motorisées (chars et avions, entre autres), supposées « trop lourdes à mouvoir » et supposées ne pouvoir se déplacer que la nuit d'après la doctrine.
« Parce que beaucoup de savants professeurs de tactiques se méfiaient des unités motorisées, jugées trop lourdes à mouvoir (les calculs leur attribuaient, en effet, des déplacements très lents ; car on les imaginait, par sécurité, ne bougeant que de nuit ; la guerre de vitesse eut lieu, presque uniformément, en plein jour) ; parce qu'il fut enseigné, au cours de la cavalerie de l’École de Guerre, que les chars passibles pour la défensive, étaient de valeur offensive à peu près nulle ; parce que les techniciens soi-disant tels estimaient le bombardements par artillerie beaucoup plus efficace que les bombardements par avions, sans réfléchir que les canons ont besoin de faire venir de fort loin leurs munitions, au lieu que les avions vont eux-mêmes, à tire d'aile, se recharger des leurs ; (…) ».
De même, l'enseignement stratégique est fondé sur des règles théoriques d'engagement, élégantes et abstraites, qui ne passent pas l'épreuve de la pratique.
« Tout le long de la campagne, les Allemands conservaient la fâcheuse habitude d'apparaître là où ils n'auraient pas du être. Ils ne jouaient pas le jeu. (…) Les rencontres avec l'ennemi n'ont pas seulement été trop souvent, par le lieu et l'heure, inattendues. Elles se produisaient aussi, pour la plupart, et se produisirent surtout, avec une fréquence croissante, d'une façon, à laquelle ni les chefs ni, par la suite, les troupes ne s'étaient préparés. On aurait bien admis de se canarder, à longueur de journée, de tranchée à tranchée - fût-ce, comme nous le faisions jadis, dans l'Argonne, à quelques mètres de distance. On eût jugé naturel de se chiper, de temps à autre, un petit poste. On se serait bien senti fort capable de repousser, de pied ferme, un assaut, derrière des barbelés, même plus ou moins démolis sous les "minen" ; ou de partir soi-même à l'attaque, héroïquement, vers des positions déjà pilonnées - bien qu'imparfaitement peut être - par l'artillerie. Le tout, réglé par les états-majors, sur de belles idées de manœuvre, longuement, savamment muries, de part et d'autre. Il paraissait beaucoup plus effrayant de se heurter, soudain à quelques chars, en rase campagne. Les Allemands, eux, couraient un peu partout, à travers les chemins. Tâtant le terrain, ils s'arrêtaient là où la résistance s'avérait trop forte. S'ils tapaient "dans le mou", ils fonçaient au contraire, exploitant après coup, leurs gains pour monter une manœuvre appropriée, ou plutôt, selon toute apparence, choisissant alors dans la multitude des plans conformément au méthodique opportuniste, si caractéristique de l'esprit hitlérien, qu'ils avaient, d'avance, tenus en réserve. Ils croyaient à l'action et à l'imprévu. Nous avions donné notre foi à l'immobilité et au déjà fait ».
Cet enseignement est associé à un culte du secret, qui ralentit la transmission de l'information, et à un culte du commandement, par réaction à la remise en cause de l'autorité qui avait eu lieu en 1916 et 1917.
L'association entre la bureaucratie et une formation rigide entraîne, sur le terrain, un désordre général, avec trois capitaines qui se succèdent au même poste en quelques mois, et surtout de graves insuffisances dans la gestion des hommes et du matériel. Les soldats sont ainsi mal logés et surtout déplacés sans considération de leurs capacités, perdant leur énergie dans d'épuisantes marches et contre-marches.
De même, le matériel manque face à une armée allemande bien équipée. Il manque en quantité, les budgets militaires ayant été engloutis dans la fortification de la frontière est (ligne Maginot, entre autres), laissant ouverte celle du nord.
En réalité, il y a quasi parité entre les armées allemandes, françaises et anglaises dont 3 600 avions allemands contre 1400 français et 1 800 britanniques et 2 600 chars allemands contre 2 300 chars français de meilleure qualité comme le char B1-B français par rapport aux panzers. En revanche, l'armée française n'a pas de Defense Contre Avions (DCA).
« Je me rend compte aujourd'hui que ce matériel, certainement insuffisant, ne manquait cependant point autant qu'on l'a dit. Il manquait sur le front. Mais nous avions, à l'arrière, des chars immobilisés dans les magasins et avions qui ne volèrent jamais. Les uns et les autres parfois en pièces détachées (…) ».
Il manque également en concentration, les chars d'assaut étant dispersés dans de nombreux corps d'armée par groupe de 45 unités, en soutien de l'infanterie, ce qui rend tout mouvement concerté impossible et ce malgré une quasi parité de matériel sur le plan terrestre. La différence s'est en réalité faite sur le mode d'emploi des matériels. Le commandement de l'armée française reste en effet accroché aux recettes théoriques de la guerre de 1914-1918 et ne conçoit pas une guerre de mouvement motorisée mise au point par les théoriciens allemand comme le général Heinz Guderian mais sur un mode de front statique parsemé de tranchées.
Rapidement, ce désordre sur le terrain se retrouve à tous les niveaux, avec une rotation trop rapide des cadres, qui n'ont pas le temps d'apprendre leurs fonctions, en plus d'un laisser-aller dans la tenue des locaux et des dossiers qui, dans un contexte bureaucratique, achève de paralyser l'armée française.

#### L'incapacité des services de renseignement
L'armée s'épuise d'ailleurs le plus souvent faute de savoir où est l'ennemi. Marc Bloch blâme ainsi particulièrement l'insuffisance des services de renseignement. Elle est avant tout, estime-t-il, liée à une mauvaise organisation. En tant que capitaine chargé des essences (approvisionnement en carburant et en munition des troupes), il ne reçoit que des bulletins d'information insignifiants, les informations pertinentes étant classés secrètes et communiquées trop haut dans la hiérarchie. La totalité des informations passe par des voies hiérarchiques très longues, et celles-ci finissent par être périmées quand elles arrivent aux personnes qui devraient les utiliser.
Il devient impossible de savoir dans quel délai un ordre pourra être exécuté, ce qui conduit à des manœuvres à contretemps, comme la retraite des armées de la Meuse et de Sedan devant la percée allemande en Ardenne belge alors que la résistance belge avait offert deux jours de répit au commandement français, qui n'a pu s'organiser (comme l'avait craint le député français Pierre Taittinger, dès le début de 1940, dans un rapport parlementaire critiquant l'impréparation du secteur de Sedan). Le résultat a été que la percée de Sedan a exposé l'arrière des troupes belges, britanniques et françaises, ces dernières engagées en Belgique vers les Pays-Bas dans l'opération Breda.
Face à cette situation, chaque corps d'armée et presque chaque officier, y compris lui-même, mettent en place leur propre service de renseignement, ce qui conduit à une concurrence désastreuse des services et à des contacts insuffisants entre les différents échelons du commandement, au point que les officiers ignorent bien souvent où sont leurs propres troupes.
Selon Marc Bloch, les services de renseignement ont aussi gravement sous-estimé l'ampleur et la mobilité de l'armée allemande, et chaque jour les troupes sont envoyées en retard sur l'avancée allemande. L'auteur souligne, en particulier, une incapacité chronique à estimer convenablement la rapidité de déplacement ainsi que le nombre des chars et des avions par des services obsédés par l'infanterie et les canons. Cette inefficacité des renseignements se traduit par une grande surprise du commandement français.
Cette concentration des renseignements sur ce qui n'était pas le fer de lance de l'armée allemande est le signe d'une pensée stratégique rigide et passéiste de la part du commandement français. Plutôt que de prendre acte du changement de donne, les officiers supérieurs se sont continuellement étonnés que « les Allemands, tout simplement, avaient avancé plus vite qu’il ne semblait conforme à la règle », la règle en question étant fondée sur l'étude des campagnes napoléoniennes et sur la Première Guerre mondiale,.
Et ce malgré l'exemple donné par les tactiques de l'armée allemande lors de l'invasion de la Pologne en septembre 1939 et que Marc Bloch souligne : « Car, en somme, il n'est pas possible que nous ayons tout ignoré, durant la paix, des méthodes de l'armée allemande et de ses doctrines. Car surtout nous avions sous les yeux, depuis l'été, l'exemple de la Campagne de Pologne, dont les leçons étaient claires et que les Allemands, pour l'essentiel, devaient, dans l'Ouest, se borner à recommencer ».
Il critique également l'inaction de l'institution militaire avec le répit offert par l'armée allemande durant la période de la drôle de guerre de huit mois qui suivit. Cette période qui ne fut pas mise à profit par les autorités françaises pour à la fois entraîner les troupes comme le fit l'armée allemande et entreprendre une réforme nécessaire au regard des enseignements tirés précédemment,.
« Les Allemands ont fait une guerre d'aujourd'hui, sous le signe de la vitesse. Nous n'avons pas seulement tenté de faire, pour notre part, une guerre de la veille ou de l'avant-veille. Au moment même où nous voyions les Allemands mener la leur, nous n'avons pas su ou voulu en comprendre le rythme, accordé aux vibrations accélérées d'une ère nouvelle. Si bien, qu'en vrai, ce furent deux adversaires appartenant chacun à un âge différent de l'humanité qui se heurtèrent sur nos champs de bataille. Nous avons en somme renouvelé les combats familiers à notre histoire coloniale, de la sagaie contre le fusil. Mais c'est nous, cette fois, qui jouions les primitifs ».
De même, les officiers s’enferrèrent souvent dans un plan de base qu'ils savaient caduc, faute d'avoir été formés à s'adapter à une situation nouvelle. « En un mot, parce que nos chefs, au milieu de beaucoup de contradictions, ont prétendu, avant tout, renouveler la guerre de 1915-1918. Les Allemands faisaient celle de 1940 ».
Cette incurie a naturellement de graves conséquences sur le moral des troupes, abattues à la fois par un sentiment d'inutilité et de peur, l'ennemi n'étant jamais là où le commandement l'annonçait : l’homme supporte mieux le danger prévu que « le brusque surgissement d’une menace de mort, au détour d’un chemin prétendument paisible ».
Ces pages sur le renseignement ne sont pas la partie la plus solide du livre : Marc Bloch pouvait témoigner sur ce qu'il savait à son niveau d'unité tactique, mais il n'avait pas accès aux rapports des services de renseignement destinés au quartier général et au Ministre de la Guerre. Il ne pouvait pas savoir par exemple que le 2e Bureau français, en collaboration avec l'espionnage polonais, déchiffrait tous les messages radio allemands chiffrés par machines Enigma.

#### La responsabilité du commandement
« Nous venons de subir une incroyable défaite. À qui la faute ? Au régime parlementaire, à la troupe, aux Anglais, à la cinquième colonne, répondent nos généraux. À tout le monde, en somme, sauf à eux ».
Le réquisitoire de Marc Bloch contre l'État-Major français est particulièrement lourd puisqu'à ses yeux, il porte la responsabilité de son incapacité à s'adapter aux nouvelles réalités de la guerre de mouvement. Ce que les analyses historiques ultérieures viendront confirmer avec une résistance du haut commandement par rapport aux nouveaux armements et technologies que sont les chars, les avions, le téléphone et les nouvelles possibilités qu'ils offrent et dont le trio combiné sera la base de la Blizkrieg, la guerre éclair allemande. Et ce malgré la proposition d'officiers au sein de l'armée française comme le colonel, et futur général et président de la République Française, Charles de Gaulle, pour la création de corps d'unités mécanisées blindées au cours des années 1930.
Il souligne d'abord une crise de l'autorité. Les grands chefs n'aiment ainsi pas changer de collaborateurs, ce qui entraîne un « divorce » entre commandement et exécutants. Il remarque surtout les incohérences au sein du commandement, où des chefs jouissent d'une impunité quasi totale malgré des manquements majeurs, tandis que des subalternes sont durement punis pour des fautes vénielles. Cette impunité conduit à déresponsabiliser les chefs, qui peuvent ainsi esquiver les solutions qui s'imposent, mais qui leur demanderaient de s'engager personnellement et de sortir des schémas de pensée de l'École de guerre. L'avancement privilégiant l'âge sur la compétence, rend la chose encore plus difficile par l'âge moyen des officiers. La coordination du commandement disparaît aussi en une guerre des chefs et de multiples rivalités entre bureaux et entre corps d'armée.

#### Les Alliés
Par son poste, Marc Bloch est souvent en situation de communiquer avec les forces alliées, et il en tire un bilan sombre. Il souligne d'abord les difficultés au niveau des soldats et des populations.
Bien que soldats de métier, les soldats britanniques ont apparemment une conduite désastreuse, de soldats « pillards et paillards ». Cela renforce, dans la population paysanne, qu'ils méprisent, une anglophobie latente, liée à des réminiscences historiques. Ce sentiment est renforcé lorsqu'on s'aperçoit que les Britanniques fuient les premiers et jouent des coudes pour être évacués en faisant sauter des ponts pour couvrir leur retraite, sans souci des troupes françaises restées en arrière : « Ils refusaient, assez naturellement, de se laisser englober, corps et biens, dans un désastre dont ils ne se jugeaient pas responsables ».
Les Britanniques, de leur côté, jugent sans indulgence (« notre prestige avait vécu et on ne nous le cacha guère ») les insuffisances de l'armée française, qui mène une propagande anglophobe pour cacher ses propres échecs. Les Britanniques s'apprêtent, dès le 20 mai, à rembarquer à Dunkerque en abandonnant les Belges. Pendant quatre jours, du 24 au 28, l'armée du roi Léopold mène la bataille de la Lys mais est lâchée par les Britanniques, qui abandonnent la droite belge et n'ont rien prévu pour sauver même une partie de leur alliée.
De plus, à plusieurs occasions, comme la percée vers Arras, les Britanniques ne fournissent pas aux Français l'aide promise mais constatent les failles du plan stratégique français. En pratique, ces échecs entraînent un renoncement à la collaboration entre les états-majors et un échec de l'alliance. Les armées ne sont alors plus coordonnées par aucune autorité commune après l'encerclement du GQG (Grand Quartier Général). Sans liens efficaces ou camaraderie, l'armée française reste sans renseignement sur les faiblesses de l'armée britannique. Au Royaume-Uni, par la suite, la population accueille bien les soldats français réfugiés, mais les autorités ne se départent pas d'une « raideur un peu soupçonneuse ».

### Examen de conscience d'un Français
Marc Bloch n'attribue pas à l'armée toute la responsabilité de la défaite. Il met en relation les carences de la première avec l'impréparation et la myopie du peuple français dans son ensemble.

#### L'État et les partis
Sa première cible est l'État et les partis. Il dénonce « l’absurdité de notre propagande officielle, son irritant et grossier optimisme, sa timidité », et par-dessus tout, « l’impuissance de notre gouvernement à définir honnêtement ses buts de guerre ». L'immobilisme et la mollesse des ministres sont stigmatisés, et l'abandon de leurs responsabilités à des techniciens, recrutés sur la même base corporatiste (École Polytechnique et Sciences-Po, surtout). Tout ce petit monde avance à l'ancienneté dans une culture commune du mépris du peuple, dont on sous-estime les ressources.
Les partis politiques sont également stigmatisés dans leur contradictions. Ainsi, les partis de droite oublient leur germanophobie et s'inclinent devant la défaite en se posant en défenseurs de la démocratie et de la tradition, tandis que la gauche refuse les crédits militaires et prêche le pacifisme, tout en demandant des canons pour l'Espagne. Bloch reproche aux syndicats leur esprit petit-bourgeois, obsédés par leur intérêt immédiat, au détriment de leur avenir ou de l'intérêt du pays dans son ensemble. De même, il considère le pacifisme et l'internationalisme comme incompatibles avec le culte de la patrie, reprochant en particulier aux pacifistes leur discours selon lequel la guerre est l'affaire des riches et des puissants dont les pauvres n'ont pas à se mêler (une interprétation marxiste du conflit).

#### Ouvriers et bourgeois
Dans la population dans son ensemble, il renvoie dos à dos ouvriers et bourgeois. Il accuse les premiers de chercher « à fournir le moins d’efforts possibles, durant le moins de temps possible, pour le plus d’argent possible » au mépris des intérêts nationaux, ce qui entraîne des retards dans les fabrications de guerre.
Réciproquement, il accuse les bourgeois d'égoïsme et leur reproche de ne pas avoir éclairé l'homme de la rue et des champs sur les enjeux du pays ou même dans les enseignements de base (problème de la lecture). Il dépeint une bourgeoisie devenue rentière, faisant des études pour son seul plaisir et ne pensant ensuite qu'à s'amuser. « Le grand malentendu des Français » est ainsi dépeint mettant face à face une bourgeoisie dont les rentes diminuent, menacée par les nouvelles couches sociales, contrainte de payer de leur personne et trouvant que les ouvriers travaillent de moins en moins, et un peuple mal instruit, incapable de comprendre la gravité de la situation. Il souligne en particulier l'aigreur de la bourgeoisie, qui ne s'est jamais remise du Front populaire. En s'éloignant du peuple, le bourgeois « s’écarte sans le vouloir de la France tout court ».
Au niveau plus immédiat, il décrit un peuple mal préparé. La propagande entretient un sentiment de sécurité, alors qu'on sait depuis Guernica qu’il n’y a plus de « ciel sans menace ». Malgré les images de l'Espagne en ruines, « on n’en avait pas assez dit pour nous faire peur ; pas assez et pas dans les termes qu’il eût fallu pour que le sentiment commun acceptât l’inévitable, et sur les conditions nouvelles ou renouvelées de la guerre, consentît à remodeler le moral du civil ».
La classe de 1940 avait été à peine préparée, et comme on ne souhaitait pas la guerre, on y allait sans zèle, de façon résignée. Il suggère, au contraire, que face au péril national, il ne devrait pas y avoir d'immunité et que même les femmes pouvaient combattre. Mais la politique fut d'éviter les morts et les destructions de la guerre précédente : « On s’estima sage de tout accepter plutôt que de subir, à nouveau, ce double appauvrissement ». Dans ce cadre, l'exode marque la lâcheté commune et, surtout, l'absence d'effort du peuple pour comprendre, celui-ci préférant retourner à la campagne et refuser la modernité.

### Conclusion
Marc Bloch constate ainsi une responsabilité partagée, qui conduit à un renoncement beaucoup trop rapide, la guerre pouvant être poursuivie. Peu de gens sont aveugles, mais seulement personne n'ose élever la voix et dénoncer les carences avant qu'elles ne soient révélées par le conflit et, dès lors, on n'ose remettre en cause les idées reçues.

## Originalité et postérité de l'œuvre
Cet essai d'histoire immédiate est un témoignage sur les insuffisances des élites qui sombrent en mai 1940 dans la guerre comme elles avaient pu sombrer dans l'esprit munichois en septembre 1938. Mais rien dans le livre ne permet d'écrire que Marc Bloch "décrit la défaite et la débâcle françaises comme permises, voire voulues, par le « commandement » et le gouvernement, influencé par les élites militaires, économiques et sociales. Selon lui, ces élites françaises (avec le soutien de la presse) ont volontairement évité d'armer assez efficacement le pays face à l'expansion nazie ou refuser de faire jouer les alliances, notamment celle avec l'Union soviétique, qui auraient pu contrer l'hégémonie hitlérienne annoncée dans Mein Kampf ." Ces affirmations relèvent d'une interprétation complotiste très éloignée de l'analyse systémique des facteurs du désastre effectuée par Marc Bloch.
Ces élites ont, en cela, été encouragées par l’égoïsme ou le cynisme économique de cette époque, où le syndicalisme s'est surtout confiné aux revendications matérielles et où le Front populaire n'a pas pu tenir ses promesses. Bloch témoigne de la guerre : « une chose à la fois horrible et stupide » mais aussi de faits politiques et sociologiques qu'il a observés durant les deux guerres mondiales. Il témoigne de son engagement et produit une analyse des événements guerriers du XXe siècle.

#### Éditions
- Marc Bloch (préf. Georges Altman), L'étrange défaite : témoignage écrit en 1940, Paris, Société des Éditions « Franc-Tireur », 1946, 1re éd., XIX-196 p. (lire en ligne).

- Rééditions :
  - Marc Bloch (préf. Stanley Hoffmann), L'étrange défaite : témoignage écrit en 1940 ; [Écrits clandestins], Paris, Éditions Gallimard, coll. « Folio histoire » (no 27), 1990, 326 p. (ISBN 2-07-032569-5, présentation en ligne).
  - Marc Bloch (édition établie par Annette Becker et Étienne Bloch), L'histoire, la guerre, la Résistance, Paris, Éditions Gallimard, coll. « Quarto », 2006, LXX-1094 p. (ISBN 2-07-077598-4, présentation en ligne), p. 519-653.

#### Témoignages contemporains de Marc Bloch
- Léon Blum, À l'échelle humaine, 1945 ; réédition avec une préface de René Rémond, Gallimard, Paris, 1971  (ISBN 2-07-035236-6).
- Charles de Gaulle, Mémoires de guerre, 3 volumes, 1954–1959 ; réédition en un volume, Plon, Paris, 1989  (ISBN 2259022464).
- William L. Shirer, (en) The Collapse of the Third Republic: An Inquiry into the Fall of France in 1940, Simon & Schuster, New York, 1969  (ISBN 0671203371).

#### Études et conférences
- (en) Don W. Alexander, « Repercussions of the Breda Variant », French Historical Studies, vol. 8, no 3,‎ 1974, p. 459-488 (JSTOR 286023).
- (en) Martin S. Alexander, The Republic in Danger : General Maurice Gamelin and the Politics of French Defence, 1933-1940, Cambridge, Cambridge University Press, 1992, XIV-573 p. (ISBN 0-521-37234-8, présentation en ligne).
- Bruno Cabanes, « L'Étrange Défaite de Marc Bloch », L'Histoire, no 265,‎ mai 2002, p. 98.
- (en) John C. Cairns, « Along the Road Back to France 1940 », The American Historical Review, vol. 64, no 3,‎ avril 1959, p. 583-603 (JSTOR 1905180).
- (en) John C. Cairns, « The Fall of France, 1940 : Thoughts on a National Defeat », Report of the Annual Meeting of the Canadian Historical Association / Rapports annuels de la Société historique du Canada, vol. 36, no 1,‎ mars 1957, p. 55-70 (lire en ligne).
- (en) John C. Cairns, « Some Recent Historians and the « Strange Defeat » of 1940 », Journal of Modern History, vol. 46, no 1,‎ mars 1974, p. 60-85 (JSTOR 1875957).
- Jean-Louis Crémieux-Brilhac, « L'Étrange défaite de Marc Bloch revisitée », dans Pierre Allorant, Noëlline Castagnez et Antoine Prost (dir.), Le moment 1940 : effondrement national et réalités locales, Paris, Éditions L'Harmattan / Éditions Pepper, coll. « Cliopolis », 2012, 288 p. (ISBN 978-2-296-96634-5), p. 15-24.
- Dominique Damamme, « Un cas d'expertise, L'étrange défaite de Marc Bloch », Sociétés contemporaines, no 39,‎ 2000, p. 95-116 (lire en ligne).
- Hervé Drévillon, « La défaite comme symptôme », Hypothèses, Paris, Publications de la Sorbonne, no 11,‎ 2008, p. 283-295 (lire en ligne).
- (en) Carole Fink, « Marc Bloch and the drôle de guerre : Prelude to the Strange Defeat », Historical Reflections / Réflexions Historiques, Berghahn Books, vol. 22, no 1 « The French Defeat of 1940 : Reassessments »,‎ hiver 1996, p. 33-46 (JSTOR 41299049).
- (en) Jeffery A. Gunsburg, Divided and Conquered : the French High Command and the Defeat of the West, 1940, Westport (Connecticut) / Londres, Greenwood Press, coll. « Contributions in Military History » (no 18), 1979, XXIII-303 p. (ISBN 0-313-21092-6, présentation en ligne).
- (en) William D. Irvine, « Domestic Politics and the Fall of France in 1940 », dans Joel Blatt (dir.), The French Defeat of 1940 : Reassessments, Providence / Oxford, Berghahn, 1997, VIII-372 p. (ISBN 1-57181-109-5, présentation en ligne), p. 85-99.
- (en) Eugenia C. Kiesling, « Illuminating Strange Defeat and Pyrrhic Victory : The Historian Robert A. Doughty », The Journal of Military History, vol. 71, no 3,‎ juillet 2007, p. 875-888 (DOI 10.1353/jmh.2007.0212).
- (en) Neil Morpeth, « Marc Bloch, Strange Defeat, The Historian's Craft and World War II : Writing and teaching contemporary history », The European Legacy. Toward New Paradigms, vol. 10, no 3,‎ 2005, p. 179-195 (DOI 10.1080/10848770500084820).
- (en) Anthony Cheal Pugh, « Defeat, May 1940 : Claude Simon, Marc Bloch and the writing of disaster », dans Ian Higgins (dir.), The Second World War in Literature : Eight Essays, Édimbourg, Scottish Academic Press, 1987, VIII-130 p. (ISBN 978-0-7073-0427-4, présentation en ligne), p. 59-70.
- Peter Schöttler, "Marc Bloch in the French Resistance", History Workshop Journal, no 93, 2022, p. 3-22.
- [vidéo] Conférence de Jorge Semprún : Marc Bloch, l'étrange défaite, 1940 : conférence du mercredi 13 mars 2002 .
- (en) Robert J. Young, In Command of France : French Foreign Policy and Military Planning, 1933-1940, Cambridge (Massachusetts) / Londres, Harvard University Press, 1978, X-346 p. (ISBN 0-674-44536-8, présentation en ligne), [présentation en ligne].